# 太子町 (兵庫縣)
太子町（日语：／ Taishi chō */?）是位於日本兵庫縣西南部的行政區劃。是劍豪宮本武藏的可能的誕生地點之一。

## 地理
- 山：檀特山、京見山、城山、馬山、北山、前山、立岡山
- 河川：大津茂川、林田川

## 人口
| 太子町人口分布圖 |                                               |  |
| 太子町與日本全國年齡別人口分布比較圖 （2005年資料） | 太子町的年齡、男女別人口分布圖 （2005年資料） |  |
| ■紫色是太子町 ■綠色是全国 | ■藍色是男性 ■紅色是女性                       |  |
| 太子町人口變化 \| 1970年 \| 20,457人 \| \| \| 1975年 \| 24,751人 \| \| \| 1980年 \| 26,686人 \| \| \| 1985年 \| 29,663人 \| \| \| 1990年 \| 30,477人 \| \| \| 1995年 \| 31,634人 \| \| \| 2000年 \| 31,960人 \| \| \| 2005年 \| 32,555人 \| \| \| 2010年 \| 33,438人 \| \| \| 2015年 \| 33,690人 \| \| \| 2020年 \| 33,477人 \| \| |                                               |  |
| 資料來源：日本總務省統計中心提供之人口普查數據 |                                               |  |
| 1970年 | 20,457人                                      |  |
| 1975年 | 24,751人                                      |  |
| 1980年 | 26,686人                                      |  |
| 1985年 | 29,663人                                      |  |
| 1990年 | 30,477人                                      |  |
| 1995年 | 31,634人                                      |  |
| 2000年 | 31,960人                                      |  |
| 2005年 | 32,555人                                      |  |
| 2010年 | 33,438人                                      |  |
| 2015年 | 33,690人                                      |  |
| 2020年 | 33,477人                                      |  |

## 歷史
位於太子町和姬路市邊界上的檀特山有個巨大的岩石，傳說是西元4世紀应神天皇的御沓、御杖遺跡，也有傳說是西元7世紀聖徳太子來此修行時馬蹄留下之痕跡。
在江戶時代屬於龍野藩的領地，1889年日本實施町村制時，現在的轄區範圍在龍田村、斑鳩村、太田村、石海村4村；1950年代的昭和大合併期間，這四個行政區劃合併為現在的太子町。

### 變遷表
| 1889年4月1日 | 1889年-1926年 | 1926年-1944年       | 1944年-1954年       | 1954年-1989年           | 1989年-現在 | 現在   |
| ------------ | ------------- | ------------------- | ------------------- | ----------------------- | ----------- | ------ |
| 龍田村       | 龍田村        | 龍田村              | 龍田村              | 1955年1月1日 併入太子町 | 太子町      | 太子町 |
| 斑鳩村       | 斑鳩村        | 1931年4月1日 斑鳩町 | 1951年4月1日 太子町 | 1951年4月1日 太子町     | 太子町      | 太子町 |
| 太田村       |               |                     | 1951年4月1日 太子町 | 1951年4月1日 太子町     | 太子町      | 太子町 |
| 石海村       |               |                     | 1951年4月1日 太子町 | 1951年4月1日 太子町     | 太子町      | 太子町 |

## 交通

### 鐵路
- 西日本旅客鐵道
  - 山陽新幹線：（←姬路市） - （通過轄區但未設有車站） - （龍野市→）
  - 山陽本線：（←姬路市） - （通過轄區但未設有車站） - （龍野市→）

轄內雖然有山陽新幹線和山陽本線通過，但接未設有車站，僅山陽本線在此設有網干綜合車輛所，而最近的車站則是位於太子町與姬路市網干地區邊界上的網干車站。

### 道路
一般國道
- 國道2號、國道29號、國道179號（日语：国道179号）

## 觀光資源

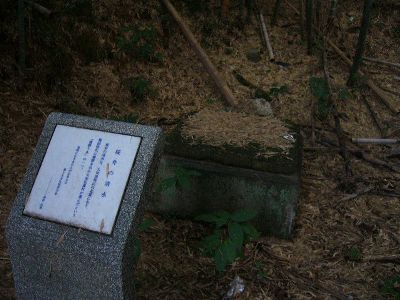
櫻井之水

- 斑鳩寺（日语：斑鳩寺 (兵庫県太子町)）
- 糸之井
- 櫻井之水

## 教育
高等學校
- 兵庫縣立太子高等學校

中學校
- 太子町立太子西中學校
- 太子町立太子東中學校

小學校
- 太子町立石海小學校
- 太子町立斑鳩小學校
- 太子町立太田小學校
- 太子町立龍田小學校

## 太子町出身的名人
- 山田恵諦（第253世天台座主）
- 安田青風（和歌歌手）

## 外部連結
- （日語） 太子町公所的Facebook專頁
- （日語） 太子町觀光協會（页面存档备份，存于）